# King Diamond
King Diamond (født Kim Bendix Petersen den 14. juni 1956 i Hvidovre) er en dansk heavy metal-musiker, der nok er mest kendt medstifter til heavy metalbandet Mercyful Fate.

## Karriere
Han boede oprindeligt i Hvidovre, men flyttede i midten af 1980'erne til Dallas, Texas. Hans første band var Brainstorm (1975-76) fra Vestegnen, bestående af Jeanette Blum, bas/vokal (Jean Blue), Michael Frohn, guitar/vokal (Mike West) og Jes Jacobsen, trommer (Jesse James). Sidenhen var han del af Black Rose, men han er mest kendt for at være medlem af Mercyful Fate, som han var med til at grundlægge i 1980. Efter Mercyful Fate faldt fra hinanden i 1984 (for senere at blive gendannet) stiftede King Diamond sin egen gruppe under navnet King Diamond.
På hans album er der altid en historie, hvor hver sang er et kapitel. Som regel er historien barsk og angstprovokerende, såsom "Give Me Your Soul Please", hvor en far myrder sine børn.
Han synger med på sangen "Room 24" på Volbeats Grammy-nominerede album Outlaw Gentlemen & Shady Ladies, der blev udgivet i 2013.

## Diskografi

### Med King Diamond
- Fatal Portrait (1986)
- Abigail (1987)
- "Them" (1988)
- Conspiracy (1989)
- The Eye (1990)
- The Spider's Lullabye (1995)
- The Graveyard (1996)
- Voodoo (1998)
- House of God (2000)
- Abigail II: The Revenge (2002)
- The Puppet Master (2003)
- Give Me Your Soul...Please (2007)
- Dreams of Horror (2014)

### Med Mercyful Fate
- 1983: Melissa
- 1984: Don't Break the Oath
- 1992: Return of the Vampire
- 1993: In the Shadows
- 1994: Time
- 1996: Into the Unknown
- 1998: Dead Again
- 1999: 9

### Gæsteoptræden
- 2013 "Room 24" med Volbeat